# Ernst Ludwig af Hessen og ved Rhinen
Storhertug Ernst Ludwig af Hessen og ved Rhinen (tysk: Großherzog Ernst Ludwig von Hessen und bei Rhein; 25. november 1868 – 9. oktober 1937) var den sidste storhertug af Hessen fra 1892 til 1918, da monarkiet blev afskaffet i Tyskland umiddelbart før afslutningen af 1. verdenskrig.
Han var ældste søn af Ludwig 4. af Hessen og Alice af Storbritannien. Han var dermed også barnebarn af dronning Victoria af Storbritannien og tipoldebarn af Frederik Vilhelm 3. af Preussen.

## Biografi
Ernst Ludwig var fjerde barn i en flok på syv og var bl.a. storebror til Alexandra af Hessen der blev Ruslands sidste kejserinde. 
Ernst Ludwig blev gift 19. april 1894 med sin kusine, Victoria Melita af Sachsen-Coburg og Gotha (1876-1936), på opfordring af deres fælles mormor, dronning Victoria af Storbritannien, der havde for vane at arrangere både sine børns og børnebørns ægteskaber. De fik to børn:
1. Elisabeth af Hessen – (11. marts 1895 – 6. november 1903)
2. Dødfødt søn – (25. maj 1900)

Ægteskabet var særdeles ulykkeligt, grundet hans påståede homoseksualitet og parret blev skilt 21. december 1901. Ernst Ludwig giftede sig på ny med Eleonore af Solms-Hohensolms-Lich (1871-1937) den 2. februar 1905, med hvem han fik to børn:
1. Georg Donatus af Hessen – (8. november 1906 – 16. november 1937) gift 1931 med Cecilie af Grækenland.
2. Ludwig Hermann af Hessen – (20. november 1908 – 30. maj 1968) gift 1937 med Margaret Campbell-Geddes.

Ernst Ludwig var en stor samler af kunst og var selv forfatter til digte, skuespil, essays og kompositioner til klaver. I løbet af 1. verdenskrig deltog han som tysk soldat. Han lå dermed i krig mod sin svoger, Nikolaj 2. af Rusland og sin fætter, George 5. af Storbritannien. Efter at den tyske kejser, Wilhelm 2., abdicerede i 1918 ophørte alle monarkier i Tyskland med at eksistere og Ernst Ludwig stod derfor nu "uden land". Ikke desto mindre fik han dog en statsbegravelse efter sin død i 1937.

## Forbandelsen i Hessen
- Allerede i sin barndom oplevede han dødens leg med familien. Hans lillebror, Friedrich, døde som 2-årig efter at være faldet ud gennem et vindue. Det var ikke så meget faldet men nærmere den arvelige blødersygdom, hæmofili, der tog livet af den lille dreng i 1873.

- I 1878 vendte døden tilbage med sygdommen difteri. Efter at have lagt hele familien syge, døde først den yngste søster, Marie, og en måned senere moderen Alice.

- Efter skilsmissen fra Victoria beholdte han datteren, Elisabeth, og i 1903 blev hun sendt på ferieophold hos sin faster, Kejserinde Alexandra af Rusland. Kort tid efter blev hun pludseligt voldsom syg og den russiske hoflæge forsøgte at behandle hende, men intet hjalp og pigen døde kun 8 år gammel. En senere obduktion viser at det var tyfus hun døde af, selvom mange rygter på tidspunktet sagde, at hun skulle være blevet forgiftet af noget mad, som var tiltænkt hendes onkel Nikolaj 2. af Rusland.

- Hen mod afslutningen af 1. verdenskrig blev hans søster, Alexandra, sammen med den kejserlige familie i Rusland henrettet i Jekaterinburg.

- Selv efter sin egen død hang forbandelsen stadig over familien. Ernst Ludwigs yngste søn, Ludwig Hermann, skulle giftes den 17. november 1937 i London. Brylluppet var blevet udsat pga. Ernst Ludwigs død en måneds tid før. Hans ældste søn og arving, Georg Donatus, samt dennes familie og enkehertuginden, Eleonore, fløj af sted fra Darmstadt i et lejet fly. Flyet skulle mellemlande i Bruxelles, men måtte pga. dårligt vejr fortsætte til Oostende. Her var det dog ikke meget bedre og flyet ramte ind i en fabriksskorsten under landingen. Alle 12 ombordværende omkom. Den højgravide svigerdatter, Cecilie, gik endda i spontan fødsel og liget af denne dreng lå ved siden af hende i vragdelene.

- Kun datteren til det afdøde hertugpar, Johanna, var tilbage, da hun ikke var med på flyet. Pigen blev adopteret af sin onkel, Ludwig Hermann, og dennes nye kone efter tragedien. Hun døde dog af meningitis den 14. juni 1939, knap 3 år gammel.